# Kangxi-Wörterbuch

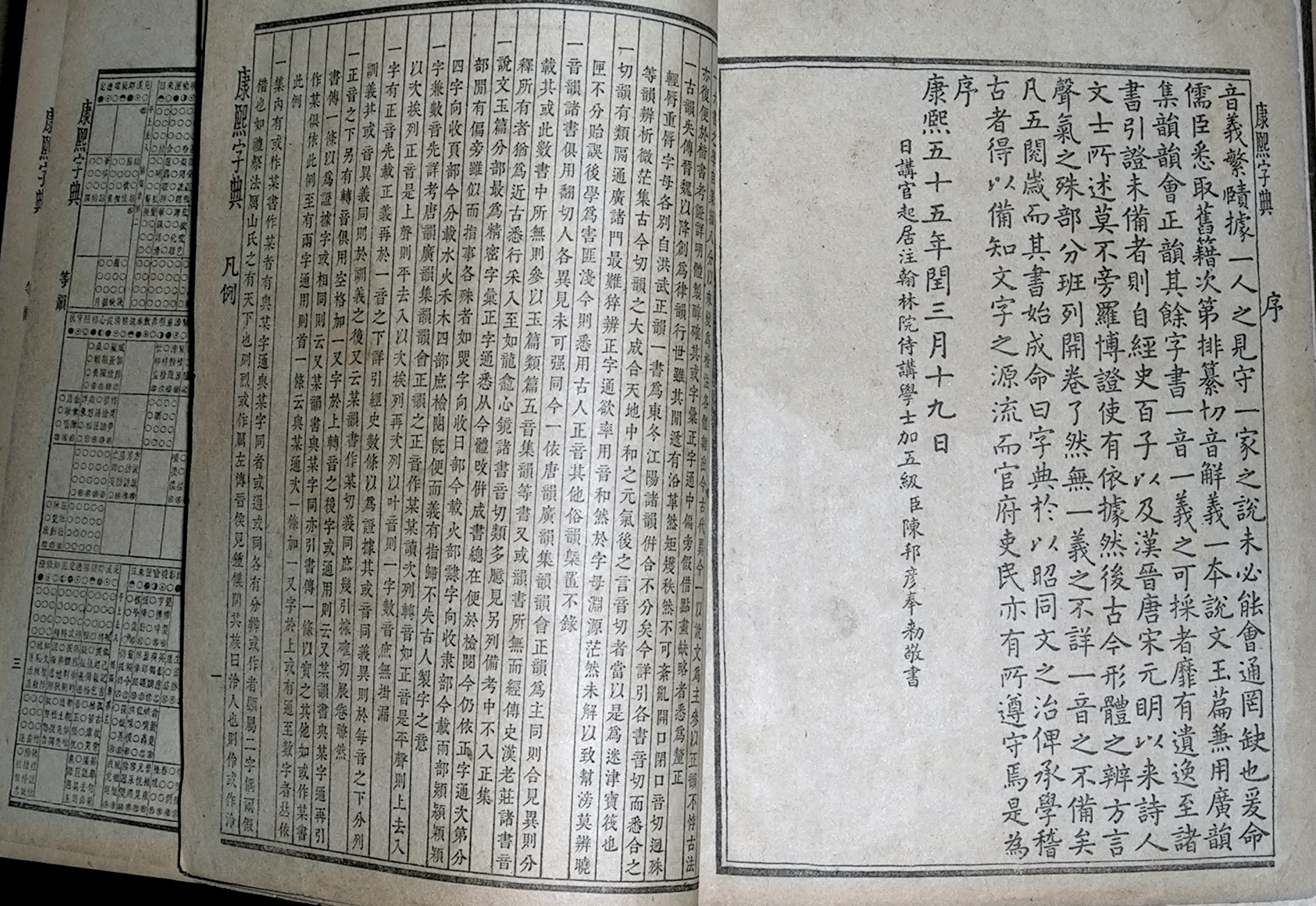
Blick in das Kangxi-Wörterbuch

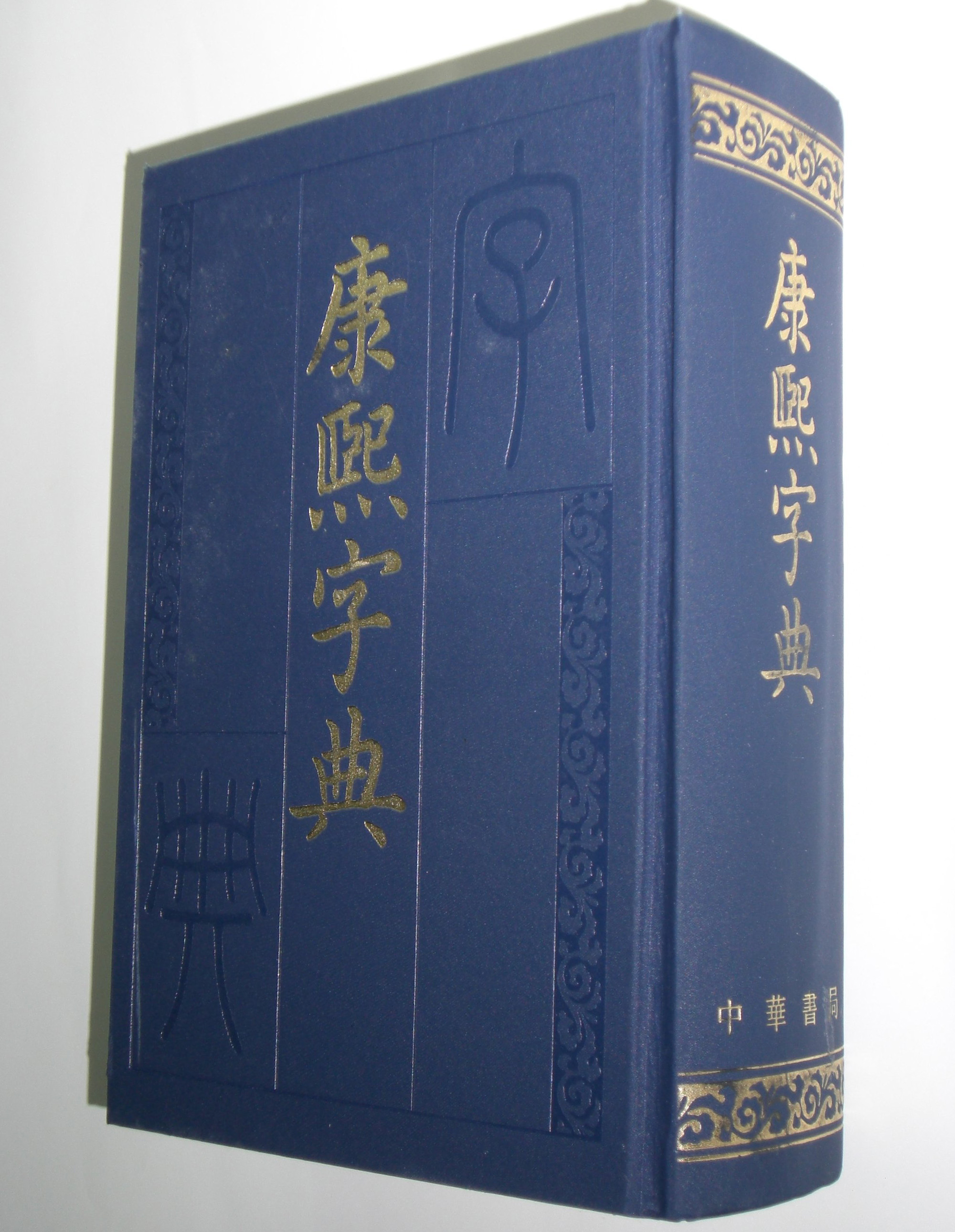
Neuauflage

Das Kangxi-Wörterbuch (chinesisch 康熙字典, Pinyin Kāngxī Zìdiǎn) ist nach dem Shuowen Jiezi das zweite wichtige historische Zeichenlexikon der chinesischen Schrift. Es entstand im 18. Jahrhundert.

## Umfang
Das Kangxi-Wörterbuch enthält 47.000 (größtenteils kaum mehr gebräuchliche) Zeichen.
Struktur
- Vorwort des Kaisers Kangxi: S. 1–6 (御製序)
- Hinweise zum Gebrauch: S. 7–12 (凡例)
- Hinweise zur Aussprache: S. 13–40 (等韻)
- Inhaltsverzeichnis nach Radikalen: S. 41–49 (總目)
- Hinweise zum Inhalt: S. 50–71 (检字)

- Eigentliches Wörterbuch: S. 75–1631
  - Haupttext: S. 75–1538
  - Addendum Inhalt: S. 1539–1544 (補遺)
  - Addendum Text: S. 1545–1576
  - Appendix Inhalt: S. 1577–1583 (備考)
  - Appendix Text: S. 1585–1631
- Postskript: S. 1633–1635　(後記)
- Textforschung: S. 1637–1683 (考证)

## Geschichte
Das Kangxi-Wörterbuch wurde gegen Ende der Regierungszeit des Kaisers Kangxi (康煕) der Qing-Dynastie im Zeitraum von 1710 bis 1716 unter Leitung der Staatsbeamten Zhang Yushu (張玉書 / 张玉书) und Chen Tingjing (陳廷敬 / 陈廷敬) erstellt.
Die Herausgeber reduzierten das System der 540 Radikale von Xǔ Shèn auf 214 Radikale, die nicht mehr nach philosophischen Überlegungen, sondern nach Strichzahl sortiert wurden. Dieses System der 214 Radikale war erstmals für das spät-mingzeitliche Wörterbuch Zihui (字彙 / 字汇) entwickelt worden, das zu den wesentlichen Quellen des Kangxi-Wörterbuchs zählte. Unter dem Namen „Kangxi-Radikale“ wird das System bis heute in vielen chinesischen Schriftzeichenlexika verwendet.